# 汪厥明
汪厥明（1897年10月12日—1978年），字叔伦，男，浙江金华人，中国农学家、作物育种和生物统计学家，中央研究院院士。